# Czarna (dopływ Narwi)
Czarna – struga, prawy dopływ Narwi, płynie przez obszar gminy Zabłudów w woj. podlaskim. Rzeka wypływa w okolicach kolonii wsi Kowalowce i kieruje się na południe. Przepływa przez wsieː Solniki, Koźliki, Miniewicze, Pawły, uchodzi do Narwi koło wsi Kaniuki. Posiada jeden bezimienny dopływ spod Ostrówek, uchodzący do Czarnej powyżej Miniewicz. Powierzchnia zlewni rzeki wynosi 52,54 km², z czego 5 km² przypada na bezimienny dopływ.